# Situbondo

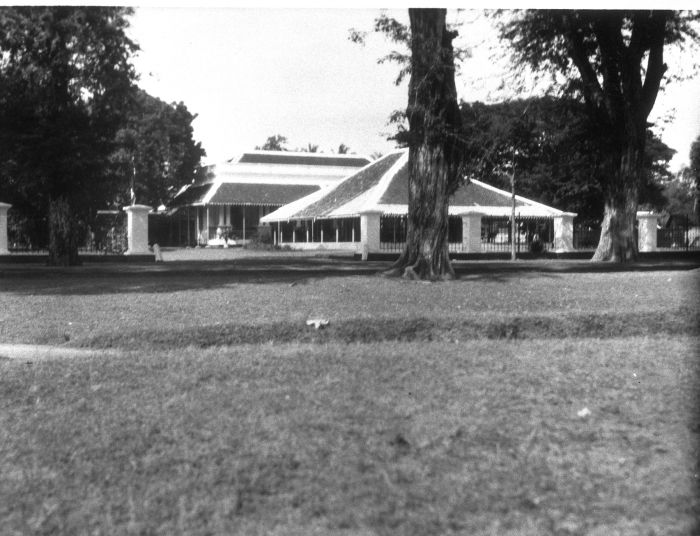
Regentenwoning jaren '20, gerestaureerd in 2002

De Grote Postweg van Anjer naar Panaroecan in de regentschap Situbondo

Situbondo (oude spelling: Sitoebondo) is een regentschap (kabupaten) en een stad aan de noordkust van Oost-Java, ongeveer 30 kilometer ten noordoosten van Bondowoso en 5 km ten westen van Panji. Door de stad loopt een rivier, de Sungai Sampan, deze mondt uit in de Straat van Madoera. Het regentschap omvat 1.669,87 km2 en er woonden in januari 2014 665.818 mensen. Tot 1972 was de naam van het regentschap Panarukan, met als hoofdstad Situbondo.
In de kabupaten Situbondo zijn o.a. suikerriet- en tabaksplantages. In de jaren 50 tot '70 van de twintigste eeuw was de suikerindustrie in Asembagus, Panji, Olean, Wringin Anom, Demas, en Prajekan een  belangrijke economische activiteit. In de jaren 80  en 90 verschoof het economisch zwaartepunt naar de visserij, met name die op garnalen.
Daarnaast is de zeehaven van Panarukan, vijf km ten westen van de hoofdstad, belangrijk. Deze ligt aan het oostelijke uiteinde van de door Daendels in 1808 over Java aangelegde Grote Postweg. Hiervandaan kan onder meer Bali worden bereikt.
De bevolking van Situbondo bestaat uit verschillende etnische groepen, de belangrijkste zijn Javanen en Madoerezen.

## Bersiapkampen
Tijdens de Bersiapperiode waren er twee Japanse burgerkampen, kamp Adjoeng en Kamp Pandji. In Kamp Adjoeng werden vanaf eind oktober 1945 Nederlandse mannen en oudere jongens geïnterneerd. Later werden deze overgeplaatst naar Kamp Pandji. Dit kamp werd in mei 1946 gesloten; de geïnterneerden werden overgebracht naar Kamp Bataän II in Djember, waar ook een vrouwenkamp was. 

## Geboren
- Lilian Ducelle (1919-2013), pseudoniem van Lilly Mary Hermine van Zele, journaliste
- Victor Westhoff (1916-2001), bioloog

## Trivia
- SS Sitoebondo was de naam van een vrachtschip dat in 1916 in Rotterdam werd gebouwd. Het werd bij de Azoren op 30 juli 1941 door een torpedo van de Duitse U-371 geraakt en zonk. Er waren 19 slachtoffers en 65 overlevenden.
- De suikerfabriek van Olean is nog actief, maar het smalspoor door de velden niet.

Stadsgemeenten: Batu · Blitar · Kediri · Madiun · Malang · Mojokerto · Probolinggo · Pasuruan · Surabaya

Regentschappen: Banyuwangi · Bangkalan · Blitar · Bojonegoro · Bondowoso · Gresik · Jember · Jombang · Kediri · Lamongan · Lumajang · Madiun · Magetan · Malang · Mojokerto · Nganjuk · Ngawi · Pacitan · Pamekasan · Pasuruan · Ponorogo · Probolinggo · Sampang · Sidoarjo · Situbondo · Sumenep · Trenggalek · Tuban · Tulungagung